# Ádám Szirtes

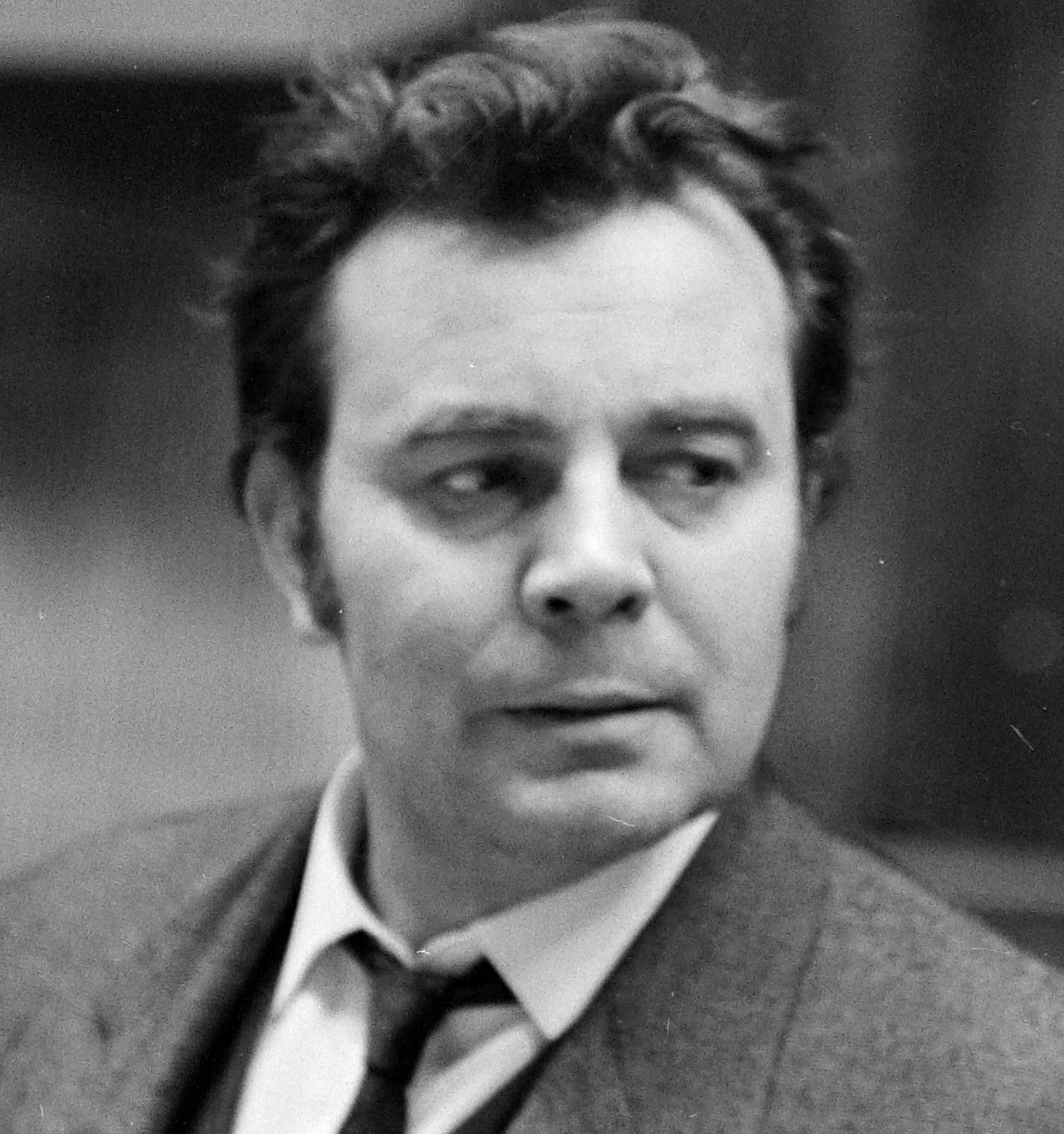
Ádám Szirtes (1969)

Ádám Szirtes (geboren 10. Februar 1925 in Sülysáp, Komitat Pest als Ádám Szvitek; gestorben 27. Juli 1989 in Budapest) war ein ungarischer Schauspieler.

## Leben
Ádám Szirtes studierte Schauspiel und spielte ab 1952 zunächst am Stadttheater in Miskolc. 1957 erhielt er ein Engagement am Nationaltheater in Budapest und wechselte 1974 an das Thália Színház, wo er bis 1985 engagiert war.
Szirtes wirkte bei über 70 Kinofilmen und mehr als 40 Fernsehproduktionen  mit. Er spielte 1965 die Titelrolle in der zweiten Verfilmung von Zoltán Kodálys Oper Háry János.
Szirtes erhielt neben anderen Preisen 1988 den Kossuth-Preis. Seine 1955 geborene Tochter Ági Szirtes ging ebenfalls ans Theater.

## Auszeichnungen (Auswahl)
- Kossuth-Preis, 1988
- Mari-Jászai-Preis, 1955
- Béla-Balázs-Preis
- Verdienter Künstler, 1970

## Filmografie (Auswahl)
- Talpalatnyi föld (1948)
- Mädchen von heute (Kiskrajcár, 1953)
- Föltámadott a tenger (1953)
- Karussell (Körhinta, 1956)
- Felmegyek a miniszterhez (1962)
- Legenda a vonaton (1963)
- Háry János (1965)
- Zwanzig Stunden (Húsz óra, 1965)
- Hideg napok (1967, Ungarische Filmschau)
- Das Testament des Aga (A koppányi aga testamentuma, 1967)
- Irány Mexikó! (Musical, 1968)
- Das Niemandskind (Árvácska, 1976)